# Liste der estnischen Abgeordneten zum EU-Parlament (2009–2014)
Die Liste der estnischen Abgeordneten zum EU-Parlament (2009–2014) listet alle estnischen Mitglieder des 7. Europäischen Parlamentes nach der Europawahl in Estland 2009.

## Mandatsstärke der Parteien
- S&D: 1
- G/EFA: 1
- ALDE: 3
- EVP: 1

| Nationale Partei                   | Mandate | Fraktion                                                                               |
| ---------------------------------- | ------- | -------------------------------------------------------------------------------------- |
| Eesti Keskerakond (K)              | 2       | Fraktion der Allianz der Liberalen und Demokraten für Europa (ALDE)                    |
| Eesti Reformierakond (RE)          | 1       | Fraktion der Allianz der Liberalen und Demokraten für Europa (ALDE)                    |
| Isamaa ja Res Publica Liit (IRL)   | 1       | Fraktion der Europäischen Volkspartei (EVP)                                            |
| Sotsiaaldemokraatlik Erakond (SDE) | 1       | Fraktion der Progressiven Allianz der Sozialdemokraten im Europäischen Parlament (S&D) |
| Parteilose Abgeordnete             | 1       | Die Grünen/Europäische Freie Allianz (G/EFA)                                           |
| Gesamt                             | 6       |                                                                                        |

## Abgeordnete
| Bild | Name                   | geb. | Partei      | Fraktion | Kommentar                                                                             |
| ---- | ---------------------- | ---- | ----------- | -------- | ------------------------------------------------------------------------------------- |
|      | Tunne Kelam            | 1936 | IRL         | EVP      |                                                                                       |
|      | Kristiina Ojuland      | 1966 | REparteilos | ALDE     | Gewählt für die Estnische Reformpartei, am 5. Juni 2013 aus der Partei ausgeschlossen |
|      | Siiri Oviir            | 1947 | Kparteilos  | ALDE     | Gewählt für die Estnische Zentrumspartei, am 9. April 2012 aus der Partei ausgetreten |
|      | Katrin Saks            | 1956 | SDE         | S&D      | Am 7. April 2014 für Ivari Padar nachgerückt                                          |
|      | Vilja Savisaar-Toomast | 1962 | KRE         | ALDE     | Gewählt für die Estnische Zentrumspartei, am 9. April 2012 aus der Partei ausgetreten |
|      | Indrek Tarand          | 1964 | parteilos   | G/EFA    | Gewählt als Einzelkandidat                                                            |

## Ausgeschiedener Abgeordneter
| Bild | Name        | geb. | Partei | Fraktion | Kommentar                                                    |
| ---- | ----------- | ---- | ------ | -------- | ------------------------------------------------------------ |
|      | Ivari Padar | 1965 | SDE    | S&D      | Am 6. April 2014 ausgeschieden, Nachrückerin war Katrin Saks |